# Elezioni europee del 2009 a Cipro
Le elezioni europee del 2009 a Cipro si sono tenute il 6 giugno.

## Risultati
| Liste  | Liste                                    | Gruppo  | Voti    | %     | Seggi |
| ------ | ---------------------------------------- | ------- | ------- | ----- | ----- |
|        | Raggruppamento Democratico               | PPE     | 109.209 | 35,65 | 2     |
|        | Partito Progressista dei Lavoratori      | GUE/NGL | 106.922 | 34,90 | 2     |
|        | Partito Democratico                      | S&D     | 37.625  | 12,28 | 1     |
|        | Movimento dei Socialdemocratici - EDEK   | S&D     | 30.169  | 9,85  | 1     |
|        | Partito Europeo                          | -       | 12.630  | 4,12  | -     |
|        | Movimento degli Ecologisti Ambientalisti | -       | 4.602   | 1,50  | -     |
|        | Marios Matsakis                          | -       | 2.697   | 0,88  | -     |
|        | Movimento della Repubblica di Cipro      | -       | 1.139   | 0,37  | -     |
|        | Fronte Popolare Nazionale                | -       | 663     | 0,22  | -     |
|        | Candidati individuali                    | -       | 669     | 0,22  | -     |
| Totale | Totale                                   | Totale  | 306.325 |       | 6     |